# Чивыркуйский залив
Чивырку́йский зали́в (старое название — Курбули́кский залив, бур. Шэбэрхγγ булан) — второй по величине залив озера Байкал; находится в природоохранной зоне Забайкальского национального парка.

## Общие данные

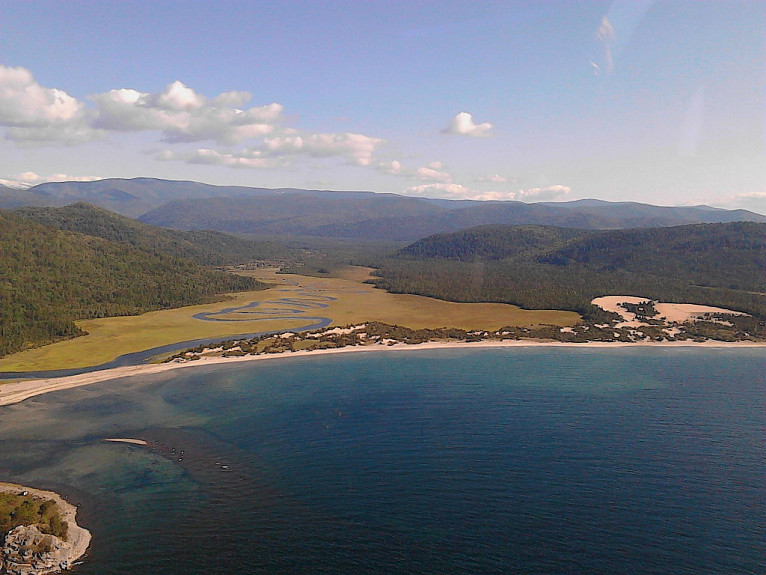
Чивыркуйский залив. Вид с вертолёта

Площадь акватории — около 300 км². Длина залива с севера на юг — 28 км, ширина — от 6,1 до 14 км.
Расположен на восточном побережье Байкала между материком и полуостровом Святой Нос. Ширина входа в залив составляет 14 км (между мысом Верхнее Изголовье и мысом Малой Сухой). В северной части в залив впадает река Большой Чивыркуй, от которой залив и получил своё название. Раньше он назывался Курбуликский. На юго-западе залив соединён протокой Исток с озером Арангатуй.
Залив мелководен — его глубина не превышает 10 метров. Благодаря этому он очень хорошо прогревается (до +24 °C). Это одна из самых высоких температур вод Байкала. Ещё в XIX веке при входе в залив имелись отмели и песчаные косы и он представлял собой типичный байкальский сор.

## Населённые пункты
Основные населённые пункты на берегах залива расположены на западном берегу — Катунь, Курбулик и Монахово. На северо-восточном берегу залива, в устье реки Большой Чивыркуй находится посёлок Чивыркуй, ныне заброшенный.

## Бухты
Залив изобилует многочисленными бухтами, берега которых покрыты тайгой, а на дне залива — ковёр из водорослей. В тихую погоду на дне видна каждая травинка и пасущиеся среди зарослей косяки рыб.
На западной стороне залива в бухте Змеиной из-под земли выходит термальный природный источник. Это один из наиболее горячих источников на Байкале. Температура воды — 38,5-45,5 °C. Используется для лечения радикулита и болезней опорно-двигательной системы.

## Впадающие реки
Малая Сухая, Большой Чивыркуй, Безымянная, Исток (проток из озера Арангатуй), Котуй, Катунь, Крестовская, Маршалиха, Онгокон, Молодость и др.

## Острова
В Чивыркуйском заливе имеется семь островов — Лохматый, Бакланий, Елена, Голый, Коврижка, Покойницкий Камень, Белый Камень..

## Туризм и рыбалка
Вследствие мелководности и удалённости от транспортной инфраструктуры, залив богат рыбой. Здесь ловятся окуни, сорога и щуки, вес которых может достигать 10 килограммов. Рыбалка исключительно трофейная. Промышленный лов рыбы запрещён. Рыбаки прибывают на берега залива по Байкалу или по просёлочным дорогам на внедорожниках.
Также здесь запрещено любое строительство, поэтому капитальных рыболовных турбаз нет и рыбаки, и отдыхающие живут в палатках или на судах.

## Галерея

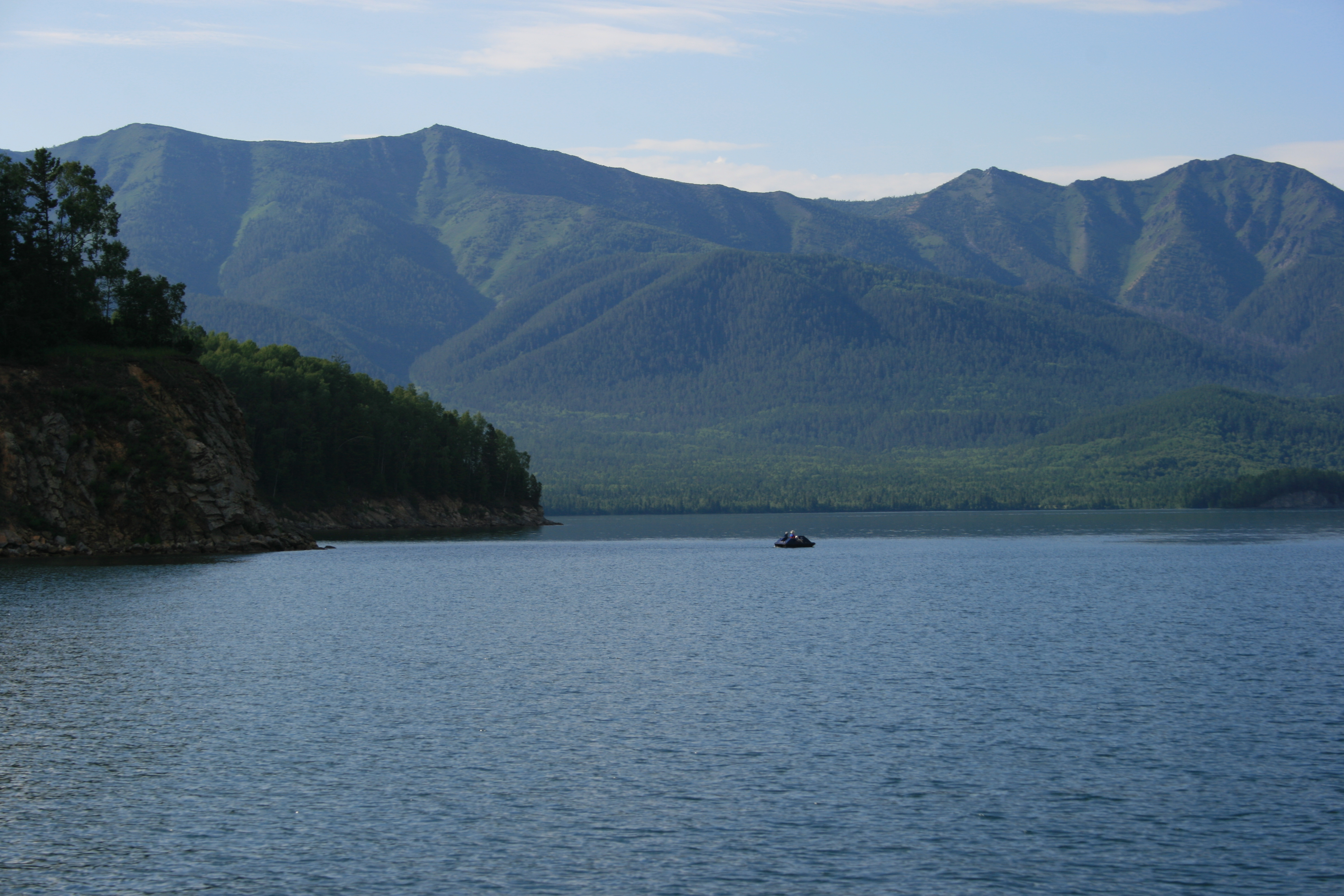
Бухта Змеиная
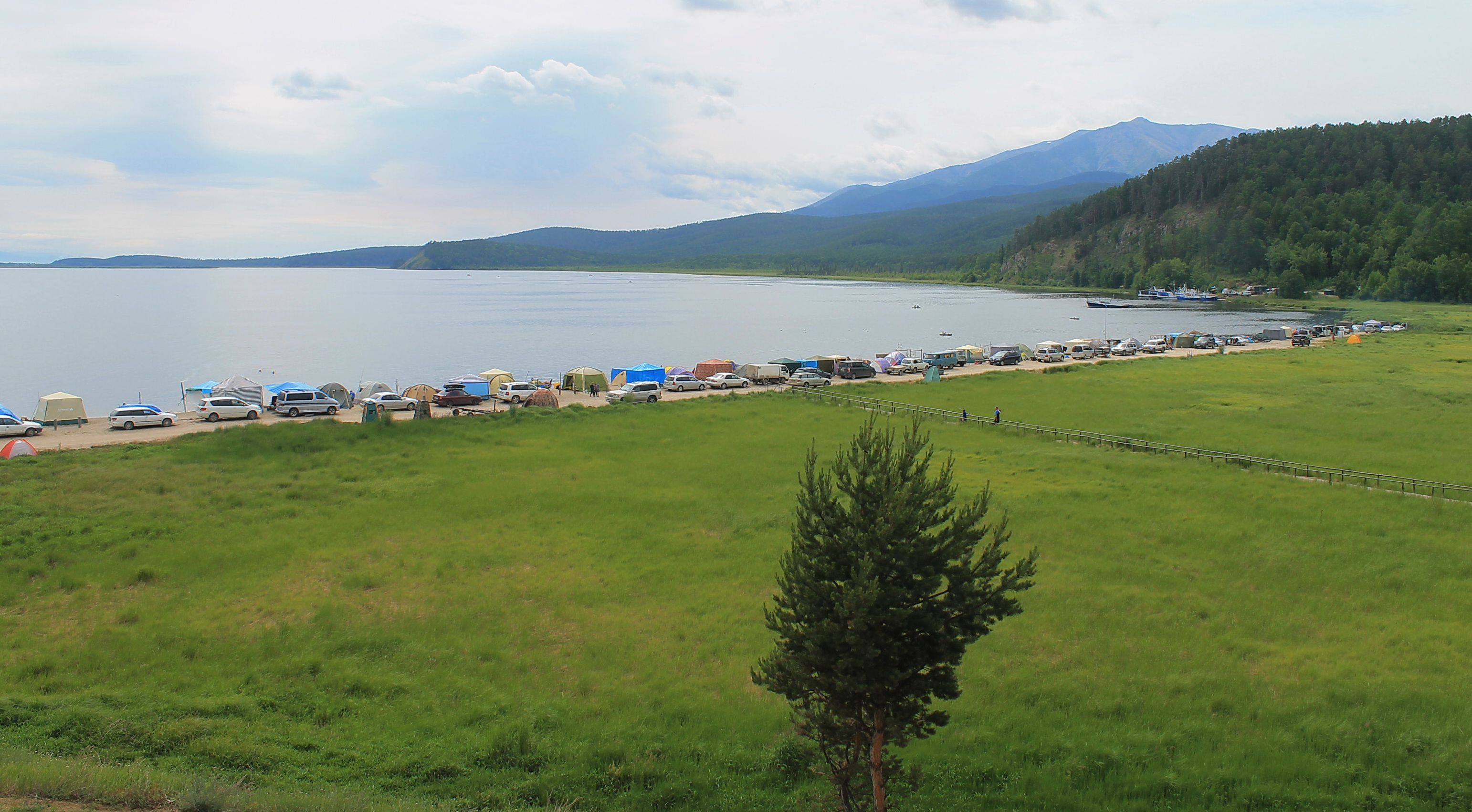
Монахово
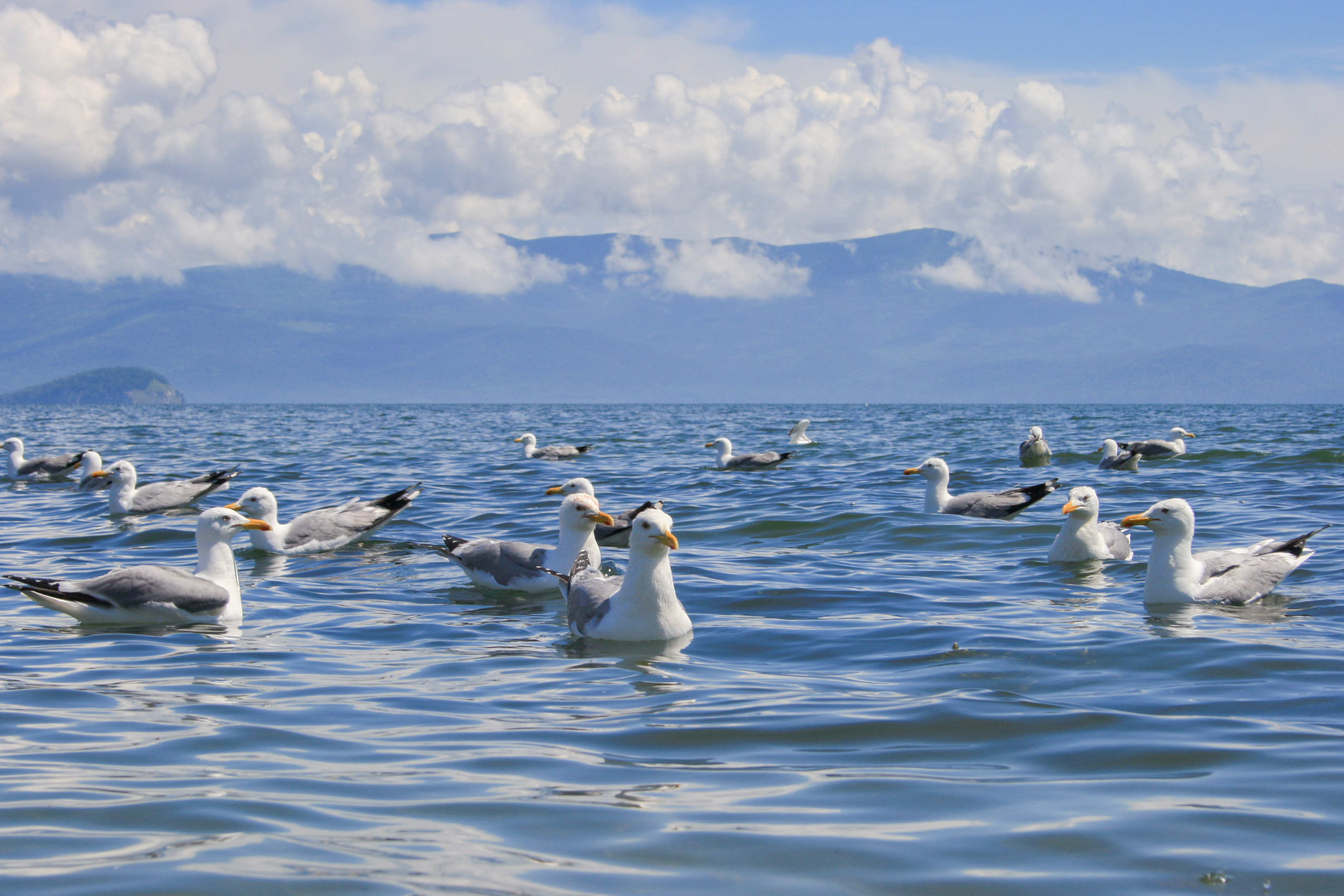
Чивыркуйские чайки
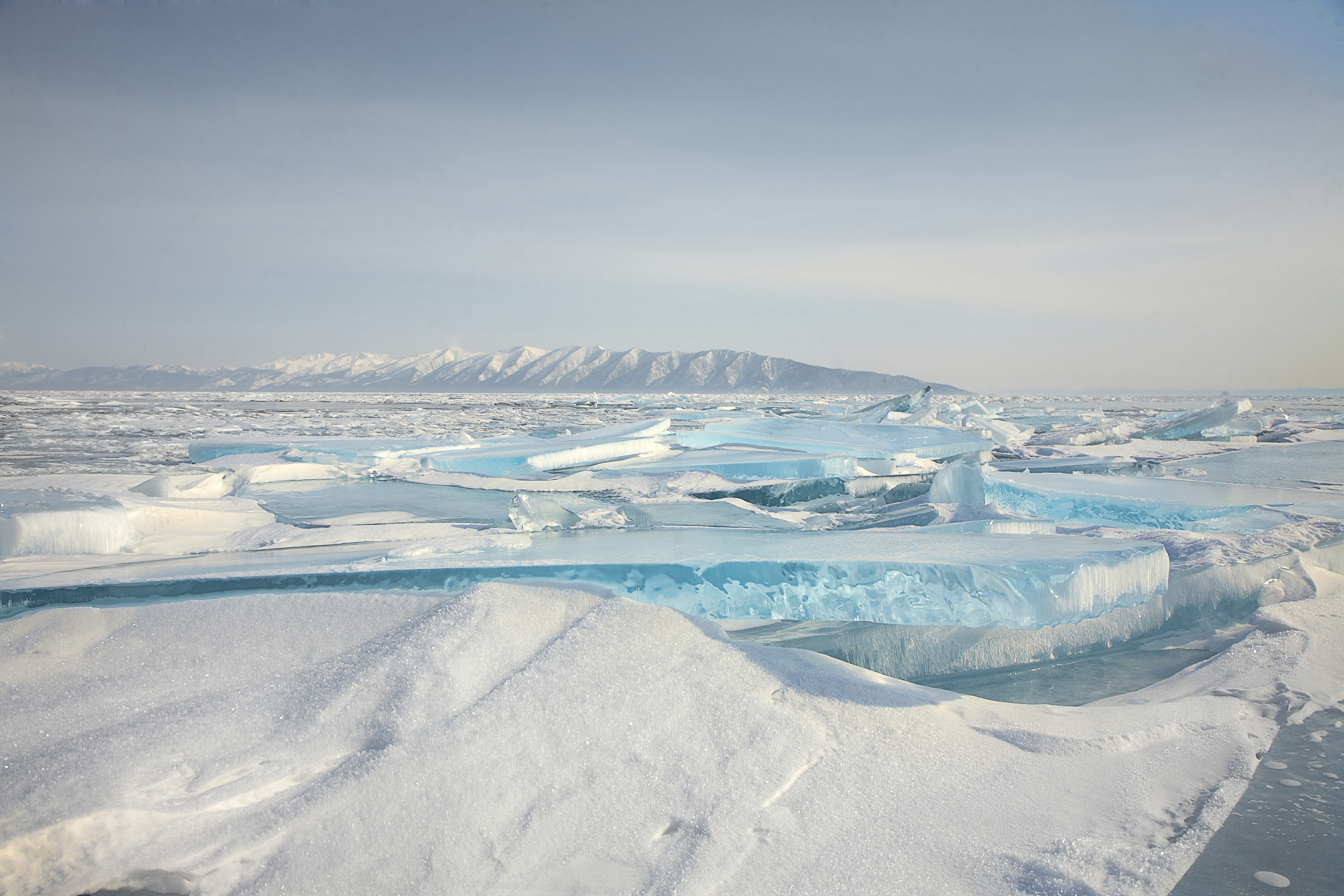
Голубой лед
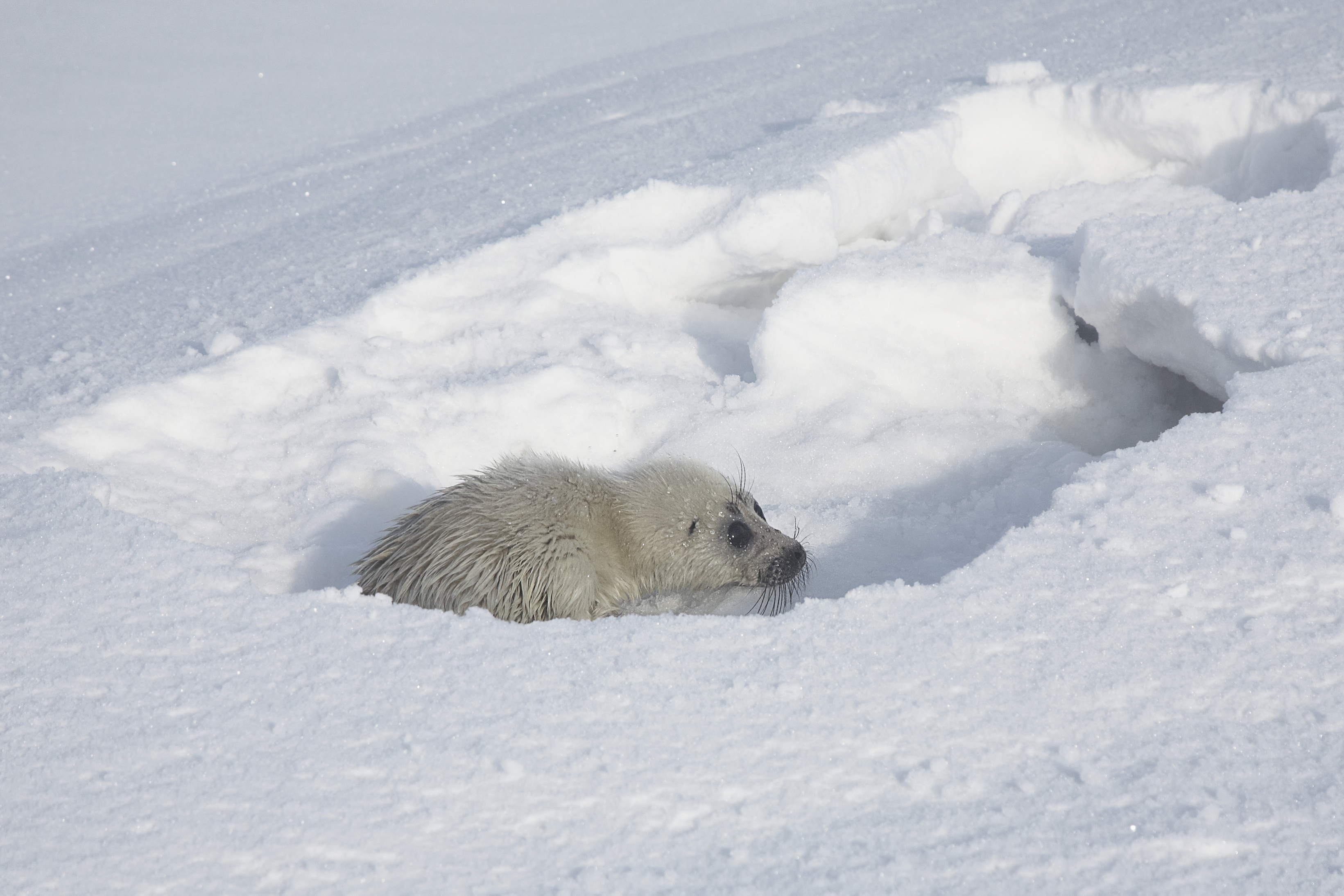
Белёк
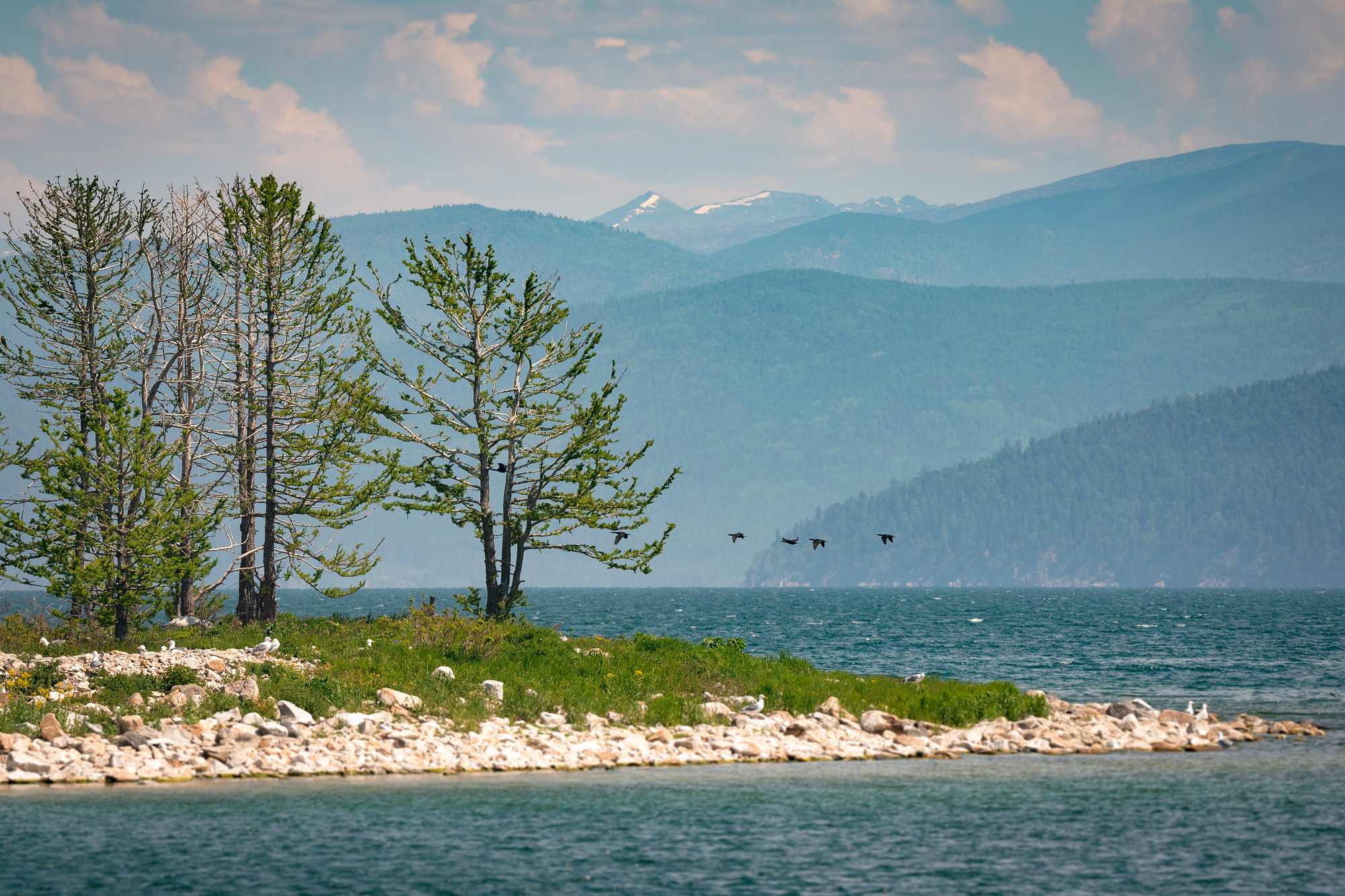
Остров Голый
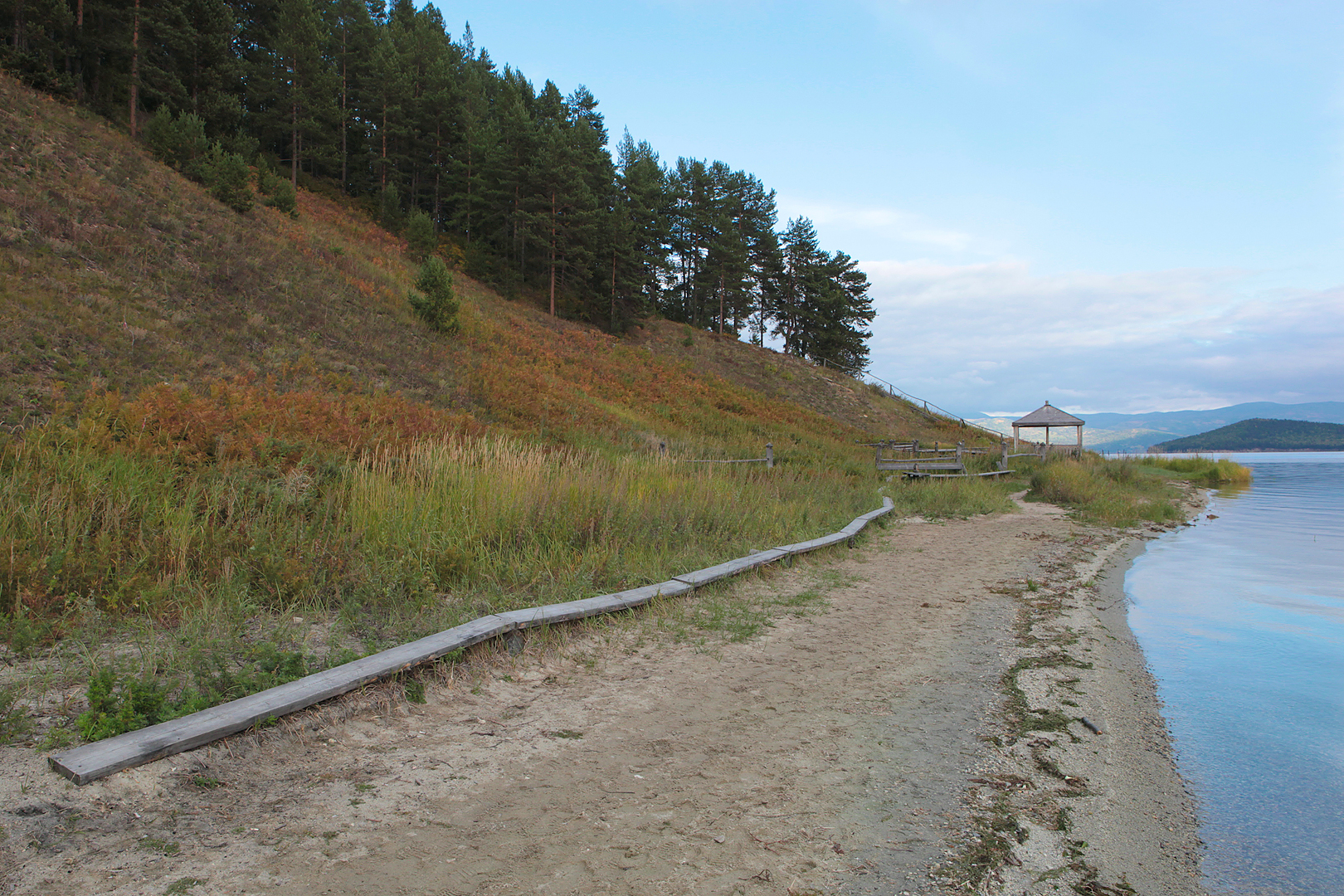
Змеиный источник